# Partido de la Izquierda Democrática
El Partido de la Izquierda Democrática (en eslovaco: Strana Demokratickej Ľavice, SDL) fue un partido político socialdemócrata de Eslovaquia, y perteneció al Partido Socialista Europeo. Se formó en 1990 como una escisión del Partido Comunista de Eslovaquia.

## Evolución del SDL
| Fecha  | Votos        | %     | Diputados | +/- | Estatus                              |
| ------ | ------------ | ----- | --------- | --- | ------------------------------------ |
| 1990 a | 450.855 (#4) | 13,35 | 22/150    |     | Oposición                            |
| 1992   | 453.203 (#2) | 14,70 | 29/150    | 7   | Oposición (1992-1994)                |
| 1992   | 453.203 (#2) | 14,70 | 29/150    | 7   | Coalición con KDH, DEÚS y NDS (1994) |
| 1994 b | 299.496 (#2) | 10,42 | 18/150    | 11  | Oposición                            |
| 1998   | 492.507 (#3) | 14,66 | 23/150    | 5   | Coalición con SDK, MKP y SOP         |
| 2002   | 39.163 (#12) | 1,40  | 0/150     | 23  | Extraparlamentario                   |

a Como Partido Comunista de Eslovaquia
b De 1994 a 1997, SDL era un miembro de una coalición llamada "opción común" (Spoločná voľba).
El 4 de diciembre de 2004, los miembros del partido votaron para disolverse y fusionarse, junto con otros partidos socialdemócratas, con el partido Dirección-Tercera vía (que estaba formado por exmiembros del SDL) a partir del 1 de enero de 2005. De allí crearon el actual Dirección-Socialdemocracia